# 拉布什涅
48°0′56″N 29°8′3″E / 48.01556°N 29.13417°E
拉布什內（烏克蘭語：Лабушне）是位於烏克蘭西南部的村莊，由敖德萨州波季利斯克区的科迪馬市鎮負責管轄。該村始建於1536年，面積4.5平方公里，2001年人口1,365，人口密度每平方公里303.33人。